# Allerød
Allerød é um município da Dinamarca, localizado na região oriental, no condado de Frederiksborg.
O município tem uma área de 67 km² e uma  população de 23 425 habitantes, segundo o censo de 2004.